# Modelo de Kronig-Penney
En física del estado sólido, el modelo de Kronig-Penney, formulado en 1931 por los físicos Ralph Kronig y William George Penney, describe los estados de energía de un electrón perteneciente a un cristal. Para esto supone que la estructura cristalina configura un potencial periódico, de cambios abruptos que, si bien es hipotético, es de gran ayuda en los cálculos. La forma unidimensional de este potencial es como indica la figura.
La distribución probabilística del electrón, Ψ, está regida por la ecuación de Schrödinger:

(1){\displaystyle {\frac {\hbar ^{2}}{2m}}\nabla ^{2}\Psi ={\bigg (}U-i\hbar {\frac {\partial }{\partial t}}{\bigg )}\Psi }

U representa el potencial en el cristal y, debido a su regularidad, se puede aproximar con una función periódica. En el modelo unidimensional de Kronig-Penney el potencial presenta discontinuidades abruptas que, si bien son físicamente imposibles, pueden suponer una buena aproximación a un caso real. 
Además, la solución a la ecuación en este caso es más sencilla que si se hiciera una mejor aproximación con la ley de Coulomb. La solución a esta ecuación es una onda de Bloch, que tiene el mismo período que el potencial y se expresa en la forma:

(2){\displaystyle \Psi (x)=u(x)e^{ikx}}

Al sustituir la ecuación (2) en la ecuación (1), la ecuación u(x) debe satisfacer 

{\displaystyle {\frac {d^{2}u}{dx^{2}}}+2ik{\frac {du}{dx}}-{\bigg (}k^{2}-\alpha ^{2}+{\frac {2mU}{\hbar ^{2}}}{\bigg )}u(x)=0}

La solución dará una función {\displaystyle F(E)=cos(kL)} acotada en {\displaystyle (-1,1)}. Esta función define las bandas de energía permitidas y prohibidas (GAP).